# 西普萊恩斯鎮區 (堪薩斯州米德縣)
西普萊恩斯鎮區（英語：West Plains Township）是位於美國堪薩斯州米德縣的一個行政鎮區。

## 地方資料
西普萊恩斯鎮區的面積為348.10平方千米，當中陸地面積為347.64平方千米，而水域面積為0.46平方千米。根據2010年美國人口普查的數據，當地共有人口1320人，而人口密度為每平方千米3.79人。

## 外部連結
- US-Counties.com
- City-Data.com （页面存档备份，存于）